# The Lord of the Rings: The Battle for Middle-earth II
The Lord of the Rings: The Battle for Middle-earth II — відеогра жанру стратегії в реальному часі за мотивами «Володаря Перснів», розроблена і видана Electronic Arts. Версія для Windows була випущена 2 березня 2006 року, версія Xbox 360 — 5 липня 2006 року. Доповнення до неї під назвою The Lord of the Rings: The Battle for Middle-earth II: The Rise of the Witch-king вийшло 28 листопада 2006.
The Battle for Middle-earth II повернулася до звичнішого для стратегій реального часу принципу розвитку бази і ввела 6 фракцій, об'єднаних у сторони Добра (Народи Заходу, ельфи і гноми) і Зла (Ізенгард, Мордор і гобліни).
Кампанії показують битви, які відбувалися паралельно з показаними в The Lord of the Rings: The Battle for Middle-earth, включаючи кампанію Добра і Зла.

## Ігровий процес

Війська Народів Заходу біля свого замку

### Основи
The Battle for Middle-earth II розвиває ідеї попередньої гри. Гравець керує розвитком фортеці й військової бази, щоб збирати ресурси, будувати споруди, наймати в них війська і знищувати ворожі сили. Різні види військ володіють ефективністю проти одних і вразливістю до інших, що визначає тактику. Так, кіннота легко знищує мечників і лучників, але вразлива до пікінерів. На відміну від The Battle for Middle-earth, в The Battle for Middle-earth II будувати можна в будь-якому місці.
Меню команд для споруд і військ знаходиться на палантірі поряд з міні-картою місцевості. Для споруд ці команди також з'являються, коли навести на них вказівник.
Під час боїв накопичуються очки магії, за які відкриваються закляття, що потім застосовуються для підтримки армії чи бази. В цій грі набір заклять значно зріс, порівняно з The Battle for Middle-earth.
У грі представлений мультиплеєр від 2 до 8 гравців. Гравці можуть створити команду перед початком гри (4 на 4, 2 на 2 на 2 на 2, 3 на 3 і т. д.).

### Розбудова бази
У цій грі будувати стало можливо на будь-якій рівній місцевості замість спеціальних майданчиків. Кожен гравець зі старту отримує замок і будівельників, які можуть звести будь-яку будівлю на підходящому місці, формуючи військову базу. Ресурси створюються щосекунди фермами і їх аналогами, залежно від вільної території в певному радіусі навколо. Як і раніше, ферми з часом зростають у рівнях, приносячи більше ресурсів. Натомість інші споруди вдосконалюються вручну за певну плату, незалежно від того, наскільки активно використовуються. Крім ресурсів, ферми чи їх аналоги надають очки командування, що визначають скільки військ може утримувати гравець одночасно.
Замість цитаделей центрами баз стали замки, які можуть бути поліпшені різними оборонними укріпленнями. Замки дозволяють наймати будівельників і героїв. На високому рівні розвитку в замку можна звести унікальну надбудову, що дає значну перевагу. До прикладу, Народи Заходу можуть звести вежу, що відкриває огляд на всі території навколо.
Окрім виробничих споруд, кузень та джерел ресурсів можна поставити стіни, але на них не можна розміщувати війська, на відміну від мурів фортець. Натомість самі стіни добудовуються баштами, балістами і брамами.
Біля води, захопивши верфі, можна замовити кораблі: ельфійські чи мордорські. Вони поділяються на транспортні та бойові трьох видів: озброєні луками, тараном чи катапультою. Також можна найняти унікальні війська в трактирах або отримати додаткові ресурси з аванпостів.

### Фракції
- Народи Заходу (англ. Men of the West) — об'єднані армії Гондору й Рогану, найзбалансованіша фракція, що однаково володіє піхотою, кіннотою та облоговими машинами, вдосконаленнями для нападу і оборони. Здатні побудувати Вежу слонової кістки, котра відкриває огляд на значну частину карти і тимчасово — на всю.
- Ельфи (англ. Elves) — вирізняються сильними лучниками, котрі за високого рівня розвитку кузні до того ж можуть отримати ефективні проти всіх видів ворогів срібні стріли. Облогові машини в ельфів замінюють дорогі в наймі енти. Їхній замок має багато вдосконалень для оборони, зокрема Гніздо велетенських орлів, яких можна також відправити в бій.
- Гноми (англ. Dwarves) — спеціалізуються на ближньому бою і облогових машинах. Лучників у них замінюють метальники сокир, чия зброя забійна, проте порівняно повільна. Шахти, де добуваються ресурси, сполучаються підземними тунелями, що дозволяє швидко перекидати війська, оминаючи перешкоди на поверхні. Споруди гномів можливо зміцнювати більше, ніж у інших фракцій, а в замку гноми можуть звести далекобійну Велику катапульту, що обстрілює ворогів палаючим камінням.
- Ізенгард (англ. Isengard) — орки Ізенгарду наділені сильною піхотою і мають перевагу у знищенні ворожих споруд завдяки бомбам, смолоскипам і балістам. Разом з тим їхні війська дорогі в наймі. В замку можуть побудувати Вежу чаклуна, що вражає ворогів навколо замку блискавками.
- Мордор (англ. Mordor) — орки і тролі Мордору володіють розвиненими військами для облоги та знищення великої кількості ворогів: тролями, мумаками, таранами, облоговими вежами. Проте їхні найсильніші юніти повільні, що робить їх вразливими без підтримки рядових військ. У замку можуть збудувати Шпиль Ґорґорота, що вражає ворогів вибуховою вогненною кулею.
- Гобліни (англ. Goblins) — володіють сильною, проте дорогою важкою піхотою, не мають облогових машин, яких замінюють тролі, здатні також відбиватися від піхоти й кавалерії. В замку можуть збудувати Лігво дракона, щоб прикликати нелітаючого вогнедишного ящера. Як і гномські, гоблінські шахти сполучаються підземними тунелями, що дозволяє швидко перекидати війська, оминаючи перешкоди на поверхні.

### Режим «Битва за Перстень»
Було додано режим «Битва за Перстень» з елементами глобальної стратегії, подібний на режим кампанії з The Lord of the Rings: The Battle for Middle-earth. В ньому гравець створює і пересуває війська на карті Середзем'я, будує споруди, які дають війська, їх вдосконалення і бонуси. Коли його армія стикається з ворожою, відбувається битва в реальному часі на відповідній даній території карті. Умови перемоги можна попередньо задати. Результат битви також можна автоматично розрахувати.

### Редактор героїв
Гравець може створити власного героя в спеціальному вбудованому редакторі, якого потім використовувати в режимі «Битва за Перстень» чи мультиплеєрі. Герой створюється за попередньо заданими шаблонами, такими як клас, набір зброї, здібності. Деякі елементи можна довільно розфарбувати, а характеристики героя розподілити, маючи певний запас очок характеристик. Герої мають досягнення, наприклад, медаль за вбивство 1000 ворогів.

### Мультиплеєр
В мультиплеєрі додалися нові карти, гравці, як і раніше, можуть вибирати собі союзників, або битися всі проти всіх. В режимі мультиплеєру на кожній карті більшість часу присутній прихований Голлум. Якщо його виявити і вбити, на тому місці залишається Перстень Влади. Віднісши Перстень у замок (можливо лише сухопутними юнітами), гравець отримує можливість найняти «Героя Персня»: Галадріель або Саурона. Обидва героя можуть одноосібно розбити армію ворога середніх розмірів. Галадріель також може створювати вихор, тимчасово керований гравцем; Саурон може викликати метеоритний дощ. При загибелі цього героя, Перстень знову падає на землю. Перстень або герой з ним видимі на карті всім гравцям.

### Версія для Xbox 360
Версія для Xbox 360 дещо відрізняється від версії для ПК. Вона має чотири додаткових режими для мультиплеєра («Захопити й утримати», «Цар гори», «Гонка за ресурсами» і «Герой проти героя»). Інтерфейс розроблений для зручності керування з геймпада. Відсутній редактор героїв, замість нього введені секретні герої, яких можна розблокувати. Немає режиму «Війна за Перстень». Мультиплеєр обмежений 4 гравцями в Xbox Live. Зменшена кількість командних очок. Додані нові текстури, анімація і підтримка HD.
Для версії Xbox 360 в 2006 році вийшло завантажуване доповнення з додатковими картами для мультиплеєру: Northern Badlands — Map Pack 2.

## Сюжет
На відміну від попередньої гри, події обох кампаній розгортаються головним чином в північних регіонах Середзем'я. В кампанії Добра (люди Заходу, гноми та ельфи) історія починається в Рівенделлі, куди нападають гобліни з Імлистих гір. Кампанія Зла (гобліни, Мородор та Ізенгард) — з захоплення Лоріену. Кожна з кампаній налічує 8 місій.
Події гри відбуваються паралельно з подорожами Братства Персня, показуючи маловідомий бік війни.

### Кампанія Добра
Через кілька днів після того, як Братство Персня вирушило в похід, стає відомо, що гобліни готуються несподівано атакувати Рівенделл. Глорфіндел, великий ельфійський полководець, вчасно дізнається про це, знищує гоблінів, що напали на ельфійські патрулі, відводить війська в Рівенделл і попереджає Елронда. Ельфи готуються до оборони і відбивають атаки гоблінів, до них приходять на допомогу лучники Лоріену і вершники Рівенделлу на чолі з Арвен; після цього вони переходять річку і, прикликавши на свій бік Орлів, знищують гоблінський табір. З-під землі раптово виривається змій Вірм, та його перемагають лучники та велетенські орли.
Глорфіндел і Глоїн вирушають в похід, щоб очистити перевали від гоблінів. Вони створюють базу, переходять в атаку, знищивши всі підземні тунелі гоблінів, гірських велетнів і їх лігва, і рятують Халдіра і його загін від оточення, після чого атакують базу гоблінів, звідки велися напади на Рівенделл. Крізь землю пробивається чудовисько Глибинний Страж, якого долають лучники. Ельфи вирушають в одне з найнебезпечніших місць в Середзем'я — Еттенмурс (Троллисте плато) аби викорінити гоблінську загрозу.
Еттенмурсом тепер володіє король гоблінів Горкіл. В руїнах стародавньої ангмарскої фортеці, що належала колись Королю-чародію, він збирає величезну армію гоблінів для завоювання Півночі. Поки Халдір вирушає на кораблях за підкріпленням, Глорфіндел і Глоїн просуваються на північ, знищуючи загони гоблінів, які штурмують ельфійський табір. Халдір привозить підкріплення, герої руйнують шахти гоблінів і очищають від скверни священне місце ентів. Об'єднаними силами ельфи йдуть в атаку на цитадель, зламавши стіну за допомогою ентів, убивають всіх тролів і гоблінів разом з їхнім королем Горкілом і зрівнюють із землею їхню фортецю. Звільнений там гном розповідає історію: дракон Дрогот напав на гномські шахти в Синіх горах і захопив житло місцевих гномів за наказом Саурона, в обмін на один із семи перснів, що належать гномам. Ельфи вирушають в дорогу на Сині гори щоб повернути гномам їхні володіння.
Глорфіндел і Глоїн на чолі загону ельфійських воїнів прибувають в Сині гори, де зустрічають армію вцілілих гномів. Ельфи і гноми об'єднуються для знищення дракона. Чудовисько переслідує їх на відкритій місцевості, змушуючи увійти в найближчі шахти. Гноми пробираються тунелями, очищаючи їх від вогненних ящерів, павуків, гоблінів і печерних тролів, попутно руйнуючи будівлі гоблінів. У головному залі Дрогот сам йде в атаку, але гине від гномських метальних сокир, а перстень гномів повертається в руки законних власників.
Не знайшовши допомоги у гномів, які відмовилися надалі брати участь у війні, Глорфіндел вирушає в Сріблясту Гавань, яку атакують корсари Умбару. Глоїн посилає за підкріпленням гномів невеликий загін. Очистивши місто від умбарців, Глорфіндел споряджає бойові кораблі та очищає море від піратського флоту, потім висаджується з ельфами в південній гавані, захоплює її і руйнує піратську таверну. Несподівано виявляється, що гобліни готують контратаку. Ельфи відбивають дві атаки гоблінів за моря, після чого гноми все ж приходять і допомагають відбити третю і четверту атаки, що рятує місто. Прибула з Орлами Арвен повідомляє погані вісті: Саурон почав Війну, і полчища орків вийшли з Дол-Гулдура, готуючись захопити Еребор, Рівендел, Лоріен і Лихолісся. Об'єднана армія ельфів і гномів Синіх гір вирушає на Схід воювати, а Глорфіндел, Глоїн і Арвен відлітають в Лихолісся на Орлах, щоб укласти союз з Трандуїлом, королем Лихолісся.
Армія Дол-Гулдуру атакує озерне місто Есгарот, гноми і люди Дейла на чолі з Даїном захищають місто від атак орків, тролів і мумаків. Атаку очолює один з назгулів і прикривають катапульти. Після боїв в місті король гномів Еребору Даїн разом з людьми з Есгароту захищає броди. За знищенням основних сил слідує контратака. Гноми і люди знищують табір орків на південно-західному березі озера. Отримавши повідомлення, що ельфи Лихолісся через вторгнення з Дол-Гулдур не прийдуть на допомогу, Даїн вирішує відступити до Дейлу.
Мінас Тірит тим часом взятий в облогу армією Мінас Моргулу. Фродо і Сем паралельно вступають в Мордор. Поки лісові ельфи під командуванням Трандуїла і Глорфіндела б'ються з орками і павуками в Лихоліссі, король Даїн готується до атаки армії з Дол-Гулдуру на Дейл і Еребор. Король гномів починає будувати укріплення в Дейлі і відбиває атаки величезної армії ворога, через мережу тунелів перекидаючи підкріплення з-під Гори. В ході бою всередину Еребору кілька разів вриваються диверсійні загони мордорського героя Уста Саурона, але воїни Еребору знищують їх. Орди орків і вастаків змушують захисників залишити Дейл і відступити до Гори. Несподівано на допомогу гномам приходять ельфи Лихолісся на чолі з Трандуїлом, а також Глоїном і Глорфінделем. Люди, гноми та ельфи переходять в контратаку і очищають Гору і Дейл від орків та тролів. Водночас Гондор і Роган перемагають у битві на Пелленорських полях під Мінас Тіритом.
Поки Армії Заходу б'ються біля Чорних Воріт, Елронд на чолі сил Лоріену і Рівенделлу беруть в облогу фортецю Дол-Гулдур. Його ельфи очищають навколишній ліс від павуків, руйнують їх лігва і знищують орків коло північного і південного маяка. Елронд запалює сигнальні вогні, на допомогу з півночі приходять ельфи Лихолісся на чолі з Трандуїлом і Арвен, з північного сходу приходять гноми Еребору і армія Дейлу на чолі з Даїном, Глоїном і Глорфінделем. Об'єднане воїнство всіх вільних земель і королівств Півночі йде на штурм фортеці. Ельфи і гноми проламують стіну, очищають Дол-Гулдур від орків і тролів, руйнують в'язницю й головну вежу фортеці, вбиваючи всіх ворогів всередині. Несподівано зі сходу з'являється сильна армія з Мордору, але і її вдається розбити. Фродо в Мордорі знищує Перстень і Саурон гине. Галадріель магічним ударом розтрощує стіни міста. Барад-Дур і Дол-Гулдур руйнуються, і Середзем'я звільняється від сил Зла.

### Кампанія Зла
Ця кампанія описує альтернативний розвиток подій та не є канонічною.
Саурон виганяє гоблінів і тролів з їхніх печер в Імлистих горах, щоб ті воювали з гномами і ельфами йому на користь. Темний Володар також посилає свого героя Уста Саурона і трьох назгулів з Дол Гулдуру захопити Лоріен. Уста Саурона збирає армію гоблінів і печерних тролів з Імлистих гір та розпочинає атаку на ліс. Ельфи намагаються затримати ворога під проводом Халдіра, але в підсумку війська Зла все ж ламають їхню оборону. Гобліни звільняють гірських гігантів з ельфійського полону. Тоді в бій вступає Келеборн, даючи Галадрієль час для втечі; сам Келеборн гине в битві. Тепер Уста Саурона без проблем знищує останні загони ельфів і захоплює ліс. Орки вирізають всіх жителів Золотого Лісу.
Тим часом до гоблинів приєдналися умбарські пірати. Вони перешкоджають спробі ельфів переплисти через море, вступивши з ними в морський бій і знищують всі їхні кораблі. Вони очищають берег від ельфійських веж, дозволивши армії гоблінів висадиться на берег і атакувати ельфів, які намагалися перешкодити висадці. Як виявилося, за всім цим вторгненням стояв не хто інший, як король Горкіл. Гобліни створюють базу і атакують Сріблясту Гавань, в той час як умбарці атакують з моря. Місто в підсумку захоплене і знищене гоблінами.
Король Горкіл атакує Шир. Як виявилося, до хоббітів приєдналися слідопити Дунадану, але гобліни знищують всіх дунаданів і всі будівлі хоббітів. Несподівано приходять війська Ізенгарду на чолі з Гріммою і вимагають, щоб гобліни залишили ці землі і повернулися до своїх нір. Але Король Горкіл перемагає добре озброєних урук-хаїв й утверджує свою владу над Широм.
Наступна мета гоблінів — фортеця в руїнах міста Форност — ключ до всього Еріадору. Цю землю захищають дунадани Півночі і гноми Синіх гір. Король Горкіл укладає союз з гігантськими павуками. Разом гобліни та павуки, піднімаючись по стінах, залізають у фортецю і знищують передовий захист. Тоді гноми використовують зброю під назвою «Молот Землі», який викликає землетруси. Гобліни продовжують атаку і знищують «Молот», а потім руйнують цитадель Форност і вбивають всіх її захисників. Стародавня столиця Арнора стає фортецею Горкіла. Тепер гобліни безроздільно панують на всіх землях на захід від Імлистих гір.
Саурон посилає орків і тролів з Дол Гулдуру на чолі з назгулами і Устами Саурона. Вони укладають союз з гігантською павучихою Шелоб і починають атаку на ельфів Лихолісся. Для захоплення Лихолісся потрібно взяти контроль над головною дорогою. Уста Саурона перетинає річку, попри те, що ельфи знищили міст. При допомозі Шелоб орки домагаються союзу з гігантськими павуками. Потім вони знищують всі ельфійські загони та їх табори, що намагаються перешкодити захопленню. Мордорскі війська захоплюють дорогу і розставляють по ній оборонні будівлі, які утримують до перемоги.
Саурон підкорив землі ельфів, але гноми сильні, і йому потрібні нові союзники для боротьби з ними. Уста Саурона з армією Мордору починає атаку на фортеці гномів в Сірих горах. Він звільняє вогненних ящерів, яких гноми тримали в неволі. Вогненні ящери допомагають назгулам знищити всі шахти гномів. Після цього Уста Саурона зустрічається з Дроготом Повелителем Драконів і укладає з ним союз від імені Саурона. Підгірне царство гномів Еребор за це обіцяно віддати Дроготу.
Невелика армія орків очищає неподалік Еребору місце в містечку Дейл, де назгули влаштовують собі базу. Гноми намагаються заздалегідь знищити ворога, але Уста Саурона відбиває атаки гномів з Еребору і війська Глоїна, який прибув на допомогу своїм побратимам. Тепер, коли атаки відбиті, назгули з величезною армією атакують підземне місто гномів, там гноми намагаються їм протистояти на чолі з Даїном, але марно. Назгули прикликають драконів і ті спалюють Еребор. Війська орків і людей Сходу знищують Трон Даїна та захоплюють місто.
Залишився останній оплот ельфів — Рівенделл. Король Горкіл і його гобліни вторгаються в Рівенделл, ельфам на допомогу приходить Армія Мертвих, приведена Братством Персня, але вони зазнають поразки. Тоді в битву вступають гігантські орли, але на противагу орлам прилітає Король-чародій з двома назгулами і Дроготом. Незабаром у битву вступає сам Саурон в матеріальній формі. Сили Зла штурмують Рівенделл і захоплюють місто, чим утверджують свою владу в Середзем'ї.

## Оцінки і відгуки
| Агрегатор  | Оцінка              |
| ---------- | ------------------- |
| Metacritic | 84% (PC) 79% (X360) |

| Видання                    | Оцінка                    |
| -------------------------- | ------------------------- |
| Eurogamer                  | 8 of 10                   |
| Game Informer              | 85%                       |
| GamePro                    | 4.5 of 5                  |
| GameSpot                   | 8.3 of 10                 |
| GameSpy                    | 3.5 of 5                  |
| GamesRadar+                | 9 of 10                   |
| GameZone                   | 8.7/10 (PC) 8.5/10 (X360) |
| IGN                        | 9.0 of 10                 |
| PC Gamer (Велика Британія) | 80%                       |

Гра була добре зустрінена критиками, зібравши на агрегаторі Metacritic 84 % для Windows-версії. Відзначалася її чудова інтеграція в франшизу Lord of the Rings як стратегії реального часу, проте критики зауважували слабкий баланс в багатокористувацькій грі. На березень 2006 року, The Battle for Middle-earth II досягла четвертого місця в списку найпродаваніших ігор місяця, а її спеціальне видання Collector's Edition досягало восьмого місця.